# Tour de France 1903

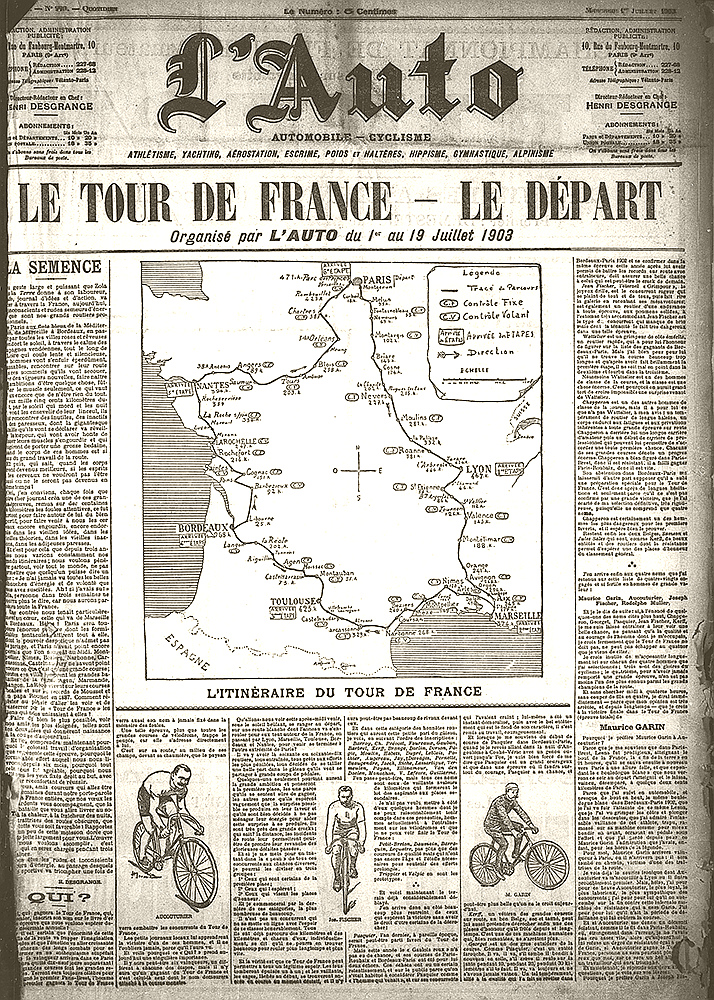
L'Autos förstasida den 1 juli 1903.

Tour de France 1903 cyklades 1-19 juli 1903 och vanns av Maurice Garin, Frankrike. Det var den första upplagan av Tour de France och arrangerades av tidningen L'Auto.
Anmälningsavgiften låg på 20 francs vilket inte lockade så många tävlande. En vecka innan starten hade bara 15 deltagare anmält sig. Man höjde då prissumman till 20 000 francs vilket många tyckte lät bättre och hela 45 fler anmälde sig. Den 1 juli var man igång. Vinnaren vann 3 000 franc (omkring 12 000 euro i 2021 års penningsvärde.
Det blev bara sex etapper, varav en bestod i en bergsklättring på cykel. Efter varje etapp hade cyklisterna några dagar ledigt. Etapperna var också mycket längre än dagens etapper, den längsta hela 471 kilometer lång. Efter nästan tre veckor och 2 428 kilometer på sadeln kunde man kora fransosen Maurice Garin som segrare av Tour de France 1903.

## Etapper

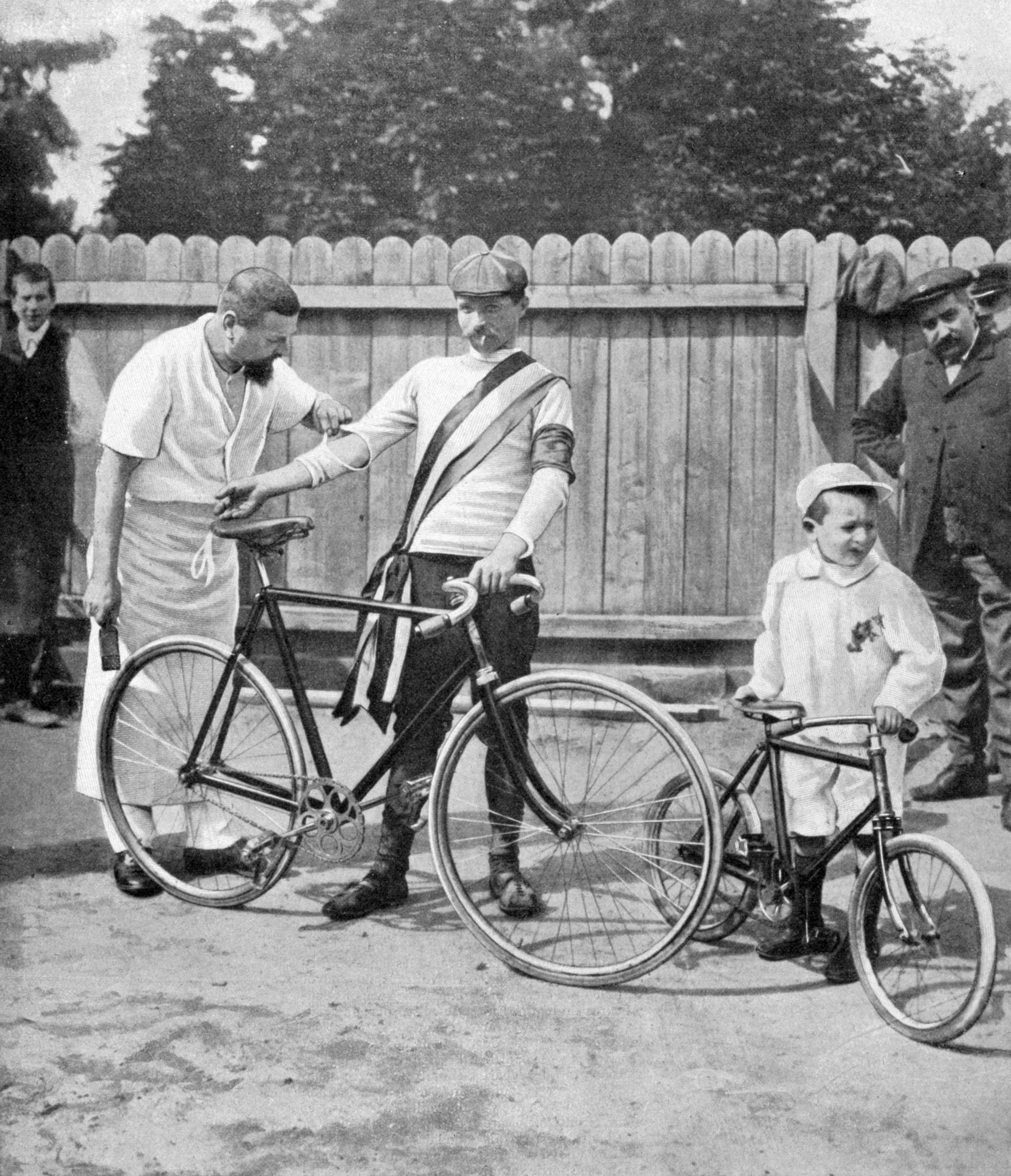
Maurice Garin, vinnare av första Tour de France.

| Nr | Datum   | Start     | Mål       | Terräng    | Distans | Segrare               |
| -- | ------- | --------- | --------- | ---------- | ------- | --------------------- |
| 1  | 1 juli  | Paris     | Lyon      | Platt      | 467 km  | Maurice Garin         |
| 2  | 5 juli  | Lyon      | Marseille | Bergsetapp | 374 km  | Hippolyte Aucouturier |
| 3  | 8 juli  | Marseille | Toulouse  | Platt      | 423 km  | Hippolyte Aucouturier |
| 4  | 12 juli | Toulouse  | Bordeaux  | Platt      | 268 km  | Charles Laeser        |
| 5  | 13 juli | Bordeaux  | Nantes    | Platt      | 425 km  | Maurice Garin         |
| 6  | 18 juli | Nantes    | Paris     | Platt      | 471 km  | Maurice Garin         |

## Resultat
| Plats | Tävlande                | Sponsorer    | Tid          |
| ----- | ----------------------- | ------------ | ------------ |
| 1     | Maurice Garin           | La Française | 94h 33' 14'  |
| 2     | Lucien Pothier          | La Française | +2h 49' 45"  |
| 3     | Fernand Augereau        | La Française | +4h 29' 38″  |
| 4     | Rodolfo Muller          | La Française | +4h 39' 30″  |
| 5     | Jean Fischer            | La Française | +4h 58' 44″  |
| 6     | Marcel Kerff            | —            | +5h 52' 24″  |
| 7     | Julien Lootens "Samson" | Brennabor    | +8h 31' 08″  |
| 8     | Georges Pasquier        |              | +10h 24' 04″ |
| 9     | François Beaugendre     | —            | +10h 52' 14″ |
| 10    | Aloïs Catteau           | La Française | +12h 44' 57″ |

| Plats | Tävlande           | Sponsorer    | Tid          |
| ----- | ------------------ | ------------ | ------------ |
| 11    | Jean Dargassis     |              | +13h 39' 40″ |
| 12    | Ferdinand Payan    | Champeyrache | +19h 09' 02" |
| 13    | Julien Girbe       | Cycles J.C.  | +23h 16' 52" |
| 14    | Isidore Lechartier |              | +24h 05' 13" |
| 15    | Josef Fischer      | Diamant      | +25h 14' 26" |
| 16    | Alexandre Foureaux | —            | +31h 50' 52" |
| 17    | Gaston-René Salais | —            | +32h 34' 43" |
| 18    | Emile Moulin       | —            | +49h 43' 15" |
| 19    | Georges Borot      | —            | +51h 37' 38" |
| 20    | Pierre Desvages    | —            | +62h 53' 54" |
| 21    | Arsène Millocheau  | —            | +64h 57' 22" |